# Colius striatus
El pájaro ratón común (Colius striatus) es una especie de ave coliforme de la familia Coliidae. Es el pájaro ratón más grande y uno de los más extendidos. Se distribuye por gran parte de África subsahariana, desde el este de Camerún hasta Eritrea y Etiopía, por el sureste de África llegando a Sudáfrica. La mayoría de los hábitats favorecen a esta especie, excepto los bosques lluviosos y las zonas áridas. Este pájaro ratón prefiere hábitats con pequeños arbustos, como la sabana. Se puede ver en jardines y en zonas urbanas.

## Características
Mide cerca de 35 cm de largo, de los cuales la mitad corresponden a la cola, y pesa 57 gramos. Su nombre común es muy acertado pues parece un ratón, de color café en el lomo y la cabeza (incluyendo una cresta prominente). El pico es negro en la parte superior y rosáceo en la inferior. Puede confundirse con el pájaro-ratón cabeciblanco, pero se diferencia en el color del pico.

## Alimentación
El pájaro-ratón común es frugívoro que se alimenta principalmente de bayas, semillas y néctar, y es bastante selectivo al buscar su comida de área en área.

## Comportamiento
Éstos son pájaros notablemente sociales, se alimentan en bandadas y crían juntos. También se acompañan cuando van a darse un baño de tierra en el suelo. Como muchas otras aves tragan pequeñas piedras para ayudar en su digestión (gastrolito). Al anochecer, se agrupan de a 20 o más y forman grupos más grandes aun en las noches frías. Esto de agruparse podría hacerlos una presa fácil, pero al parecer son bastante eficaces para disuadir a la mayoría de los depredadores nocturnos.
Esta especie no es conocida por su canto a pesar de considerarse un ave cantora. Es una criatura muy ruidosa, usualmente emitiendo un sonido parecido a tsu-tsu. Tiene también un canto de alarma que suena como tisk-tisk.

## Reproducción
Pueden anidar en cualquier época del año. El nido es bastante grande, hecho con hojas y ramas, aunque a veces usan trapos y papel. En su construcción participan el macho y la hembra. Ponen de uno a siete huevos, aparentemente depende de la latitud, pero usualmente son tres o cuatro. Los polluelos son alimentados por los padres y por otros que ayudan a la cría, generalmente de nidadas anteriores. El periodo de incubación toma 14 días y la cría dejará el nido por primera vez a los 17 o 18 días. Después de un mes el polluelo puede vivir por sí mismo.

## Subespecies
Se conocen 17 subespecies de Colius striatus:
- Colius striatus affinis Shelley, 1885
- Colius striatus berlepschi Hartert, 1899
- Colius striatus cinerascens Neumann, 1900
- Colius striatus congicus Reichenow, 1923
- Colius striatus hilgerti Zedlitz, 1910
- Colius striatus integralis Clancey, 1957
- Colius striatus jebelensis Mearns, 1915
- Colius striatus kikuyensis Someren, 1919
- Colius striatus kiwuensis Reichenow, 1908
- Colius striatus leucophthalmus Chapin, 1921
- Colius striatus leucotis Ruppell, 1839
- Colius striatus minor Cabanis, 1876
- Colius striatus mombassicus Someren, 1919
- Colius striatus nigricollis Vieillot, 1817
- Colius striatus rhodesiae Grant & Mackworth-Praed, 1938
- Colius striatus simulans Clancey, 1979
- Colius striatus striatus Gmelin, 1789